# Natalia Partyka

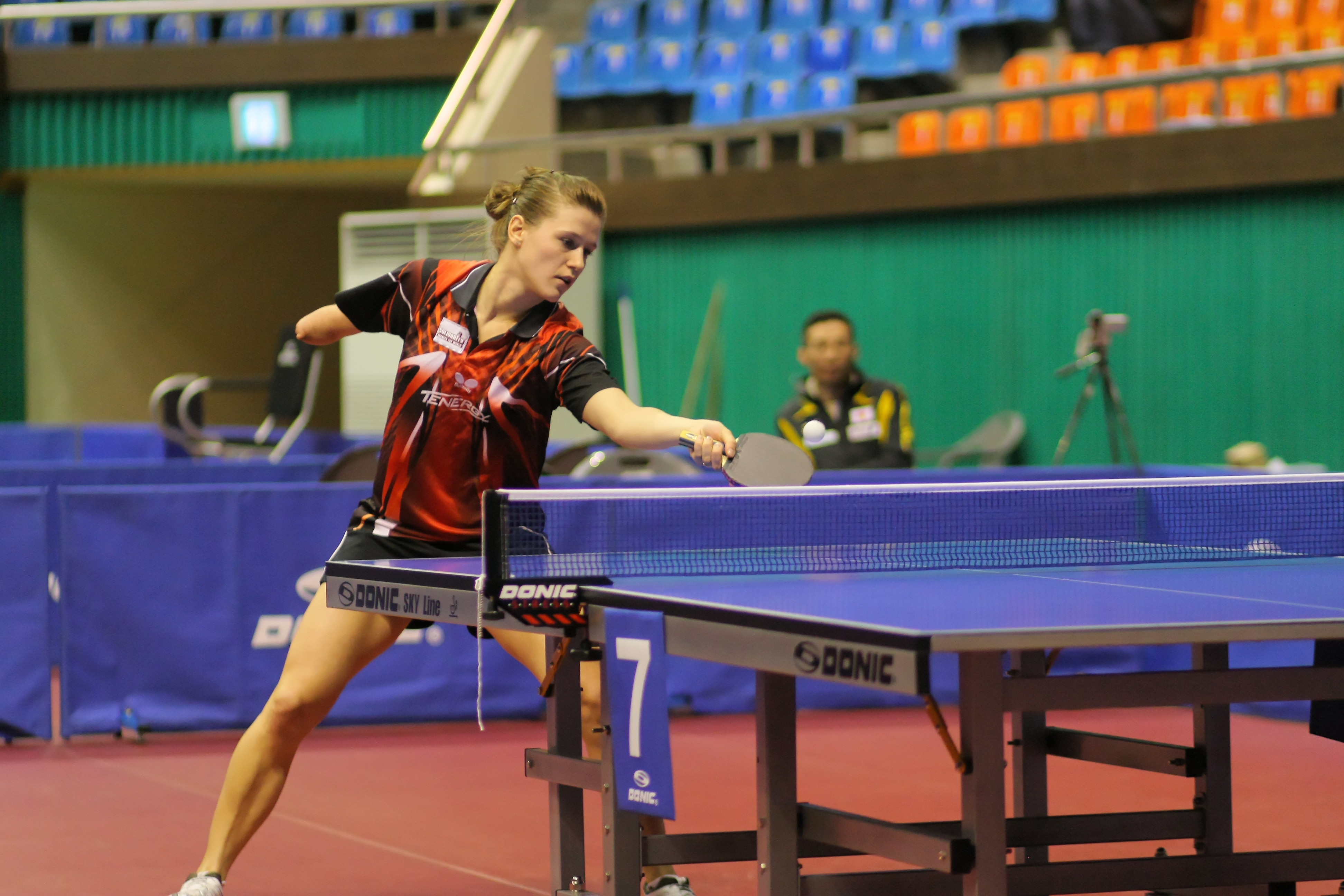
Partyka op het Para-WK 2010

Natalia Dorota Partyka (Gdańsk, 27 juli 1989) is een Pools tafeltennisster, ze werd geboren zonder rechterhand en -onderarm en speelt zowel in competities voor minder validen als in reguliere wedstrijden.

## Carrière
Partyka ging tafeltennissen op haar zevende. Ze werd lid van zowel een tafeltennisclub voor gehandicapten, als eentje voor valide spelers. In 2000 deed ze op 11-jarige leeftijd reeds mee aan de Paralympische Zomerspelen 2000 en in de jaren daarop won ze diverse medailles op jeugdkampioenschappen in beide klasses.
In 2004 won Partyka, slechts 15 jaar oud, individueel goud in klasse 10 bij het tafeltennis op de Paralympische Zomerspelen 2004; ook won ze zilver in het dubbelspel. Vier jaar later in Beijing herhaalde ze deze prestatie bij het tafeltennis op de Paralympische Zomerspelen 2008. Eerder in 2008 had ze ook al deel uitgemaakt van de Poolse landenploeg op de Olympische Zomerspelen 2008, hiermee was ze de vierde atleet ooit die op zowel de Olympische als de Paralympische Spelen uitkwam. De Zuid-Afrikaanse zwemster Natalie du Toit deed dezelfde dubbel in 2008. Op de Europese kampioenschappen tafeltennis 2008 won ze samen met Xu Jie brons in het vrouwendubbel en een jaar later op de Europese kampioenschappen tafeltennis 2009 won ze zilver met het Poolse team.
In 2012 plaatste Natalia Partyka zich voor het individuele damestoernooi van het tafeltennis op de Olympische Zomerspelen 2012. In Londen won ze haar eerste partij met 4-3 van de Deense Mie Skov, in de ronde van de laatste 32 werd ze met 2-4 uitgeschakeld door de Nederlandse Li Jie. Op de Paralympics won ze opnieuw goud.
In 2016 deed ze opnieuw mee aan zowel de Olympische als de Paralympische Zomerspelen in Rio de Janeiro. Bij de Paralympische Spelen won ze haar vierde opeenvolgende titel in klasse 10.